# M-Maybe
M-Maybe (a girl’s picture) ist ein 1965 entstandenes Pop-Art-Gemälde von Roy Lichtenstein. Es zählt heute zu seinen bekanntesten Werken und gehört zur Sammlung des Museums Ludwig, Köln.

## Geschichte
Das Motiv zeigt in Vergrößerung – und mit für Lichtensteins Technik typischen Rasterpunkten – ein blondes Comic-Mädchen vor der Kulisse einer amerikanischen Großstadt. In der Denkblase steht “M-Maybe he became ill and couldn't leave the studio!” („M-möglicherweise ist er krank geworden und konnte das Atelier nicht verlassen!“), ein Text der zu zahlreichen Interpretationen Anlass bot. Wolfgang Max Faust schrieb: Die großen Gefühle der Scheinwirklichkeit des Comics werden noch einmal vergrößert. Die Texte zeigen die Standardisierung des Bewusstseins und zugleich – irritierend – den Halt, den die Sprachklischees bieten.
Als Lichtenstein im Februar 1962 seine erste Einzelausstellung in der New Yorker Galerie Leo Castelli hatte, waren seine Bilder bereits vor Eröffnung ausverkauft. Sein Verlobungsring wurde für 1200 $ und Blum für 1000 $ verkauft. Die Preise für seine Kunst stiegen innerhalb kurzer Zeit stark.
Das 1965 entstandenen Gemälde M-Maybe wurde 1968 auf der Documenta IV gezeigt, wo es der rheinische Fabrikant und Kunstsammler Peter Ludwig sah. Nach Beendigung der Ausstellung reiste Ludwig dem als unverkäuflich geltenden Bild nach und bot Lichtenstein 1969 in dessen Atelier den von Castelli geschätzten üblichen Marktpreis. Erst als Ludwig den Kaufpreis verdoppelte, stimmte der Künstler dem Verkauf zu, der nun über Leo Castelli abgewickelt wurde.
Das Bild ist mit Magna-Farben gemalt, die Pigmente aus Acrylharz enthalten. Diese Farben trocknen schnell und matt, was Lichtensteins Malweise und Ausdrucksstil sehr entgegenkam.